# Gaetano Giani Luporini
Gaetano Giani-Luporini (Lucca, 28 maggio 1936 – Barga, 27 febbraio 2022) è stato un compositore italiano.
È stato socio onorario dell’Associazione Musicale Lucchese, Presidente onorario di Cluster, Associazione di Compositori - Lucca, Membro dell’Accademia Nazionale Luigi Cherubini di Firenze e dell’Accademia Lucchese di Scienze, Lettere e Arti. 

## Biografia
Gaetano Giani-Luporini nasce a Lucca da una famiglia di musicisti: la mamma Annunziata, pianista, e il nonno materno, Gaetano Luporini (all’epoca compositore di fama e direttore dell’Istituto Musicale cittadino).  
Dopo i primi studi di violino nella sua città natale, si trasferisce al Conservatorio "Luigi Cherubini" di Firenze, diplomandosi in Composizione sotto la guida di Roberto Lupi, grazie al quale conoscerà l’Antroposofia di Rudolf Steiner, componente fondamentale della sua formazione. Nel 1968 ottiene la cattedra di Armonia e Contrappunto presso lo stesso conservatorio Cherubini, dove inizia una “straordinaria” attività didattica, così ricordata a tutt’oggi dai suoi allievi di allora. Sempre a Firenze ha tenuto un corso di contrappunto alla Graduate Scholl of Fine Arts di Villa Schifanoia. Nel 1986 lascia Firenze per ricoprire, sino al 2003, il ruolo di Direttore all’Istituto Musicale "Luigi Boccherini" di Lucca. 
Dal 1980 al 1998  ha collaborato con Carmelo Bene, per il quale ha scritto le musiche di scena di sette spettacoli: "Majakowskij" (1980), "Pinocchio" (1981), "E mi presero gli occhi" (1982); "Adelchi" (1984), "Voce dei Canti" (1997), "La figlia di Jorio" (1997), "Concerto mistico" (1998). 
Parallelamente a quella di compositore, ha svolto un’intensa e apprezzata attività di poeta e pittore, con mostre personali e collettive in Italia e all’estero, e ha tenuto conferenze sull’evoluzione del linguaggio musicale. 
Si è spento all'ospedale di Barga il 27 febbraio 2022, dopo aver contratto e superato il Covid-19; l’età avanzata e l’aggravarsi di patologie pregresse lo hanno portato alla morte.

## La musica
Qualificatosi tra i protagonisti della scena musicale del secondo novecento, dove si è distinto per l’intensità della fascinazione sonora e la coinvolgente vitalità dell’universo immaginale e spirituale, ha al suo attivo una cospicua produzione di musica da camera, sinfonica, corale ed operistica (un centinaio di titoli allo stato attuale della catalogazione), eseguita nei più importanti teatri, sedi di concerto e presso enti radiofonici italiani e stranieri. Le sue opere sono edite da Sonzogno, Suvini Zerboni, Ricordi, Edipan, Berben, Kunzelmann; incisioni presso Fonit Cetra, CGD Messaggerie musicali, Multi Promo, New Classic, Ema Vinci. 
Numerosi i premi e riconoscimenti conseguiti, tra i quali, nel 1973, il primo premio al Concorso Nazionale di Composizione, bandito dal Teatro Comunale di Firenze, con "Musica per violoncello e pianoforte"; il primo premio al Concorso Internazionale di Composizione dell’Angelicum di Milano, nel 1977,  con "Kontakion, memorie bizantine", per orchestra da camera, eseguito a Milano dall’Orchestra dell’Angelicum.
Tra le opere particolarmente rappresentative della sua poetica ricordiamo: "Misteri corali", su antichi testi egiziani, per coro e voce recitante (1968) eseguiti all'Auditorium del Foro Italico di Roma dal Coro della Radio-televisione italiana; "I Dialoghi del Verbo" per soli, voce recitante, coro e orchestra (1971) eseguiti al Teatro Comunale di Firenze, Orchestra e coro del Maggio Musicale Fiorentino, e successivamente nella Stagione sinfonica della Rai di Torino; "Dieci epigrammi", per orchestra e voce di soprano (1972) - registrazione sede RAI, Napoli, Orchestra Scarlatti; "Degli Angeli", su testi di Rafael Alberti, per otto voci miste e archi (1973) - Società Aquilana dei concerti, Ottetto Vocale Italiano e Solisti Aquilani; "Aure", per otto voci soliste (1976) - Sagra Musicale Umbra, Perugia, Ottetto Vocale Italiano; "Concerto de Le Divine battaglie", per undici archi (1987) - sala del Centro Rai, Roma, Gruppo Musica d’Oggi;  nonché le principali opere destinate al teatro:  "Galgenlieder", musiche per balletto su testi di Christian Morgenstern e Alfredo Giuliani (1978) commissionate dal Maggio Musicale Fiorentino, scenografie di Giorgio Forattini, coreografia di Félix Blaska; "Il sosia", opera in due atti su libretto di Cesare Orselli (1979-1980) ispirato all'omonimo romanzo breve di Dostojevskij; "L’Orchestra Doremì", su libretto di Giovanna Morelli, concerto a sorpresa dedicato ai bambini (1982), commissione del Maggio Musicale Fiorentino; Da capo, opera buffa in un atto su libretto di Roberto Sanesi (1982-1983). 
È autore del trattato "Geometrie e inversioni contrappuntistiche" , opera didattica nella quale seguendo gli esempi de l'Arte della Fuga e l'Offerta Musicale porta al limite le possibilità tecniche ed espressive del contrappunto componendo fughe, doppi cori e brani rovesciabili o retrogradabili in stile bachiano.
Si devono alla sua padronanza degli stili storici la strumentazione  de “I Dispetti amorosi” (1894), commedia lirica in tre atti su libretto di Illica, opera del nonno Gaetano Luporini, partitura distrutta in un bombardamento dell’Archivio Teatrale Ricordi nel 1943; la strumentazione di cinque liriche di Giacomo Puccini ( “Morire?”,“Avanti Urania!”, “Terra e mare”, “Storiella d’amore”, “Sole a amore”) ; la rielaborazione delle musiche di Romualdo Marenco per il balletto “Sport” (1897) e la stesura di alcuni “falsi d’autore”, composizioni barocche e classiche dedicate a Boccherini, Händel e Haydn.  
È presente al Goetheanum di Dornach, nel 2013, in una serata dedicata a  quattro compositori italiani.  
Hanno eseguito e diretto sue musiche, tra gli altri: Giancarlo Cardini, Roberto Fabbriciani, Liliana Poli, Gastone Sarti, Salvatore Di Gesualdo, Ciro Scarponi, David Bellugi, Alberto Bologni, Simone Soldati, Claudio Valenti, Ilaria Baldaccini, Lorenzo Cimino, Fabrizio Giovannelli, Marzio Conti, Piero Bellugi, Nino Antonellini, Giampiero Taverna, Massimo Pradella, Fabio Maestri, Gianfranco Cosmi, Fabio Neri, Roberto Gabbiani.    
Tra le sue “voci recitanti” vanno ricordati gli attori Benito Artesi, Sergio Ciulli, Arnoldo Foà, Daisy Lumini, Ugo Pagliai.   
Hanno scritto e parlato di lui: Leonardo Pinzauti, Massimo Mila, Franco Abbiati, Gianfranco Zàccaro, Michelangelo Zurletti, Fedele D’Amico, Alfredo Mandelli, Roman Vlad, Massimo Bruni, Franco Pulcini, Paolo Renosto, William Weaver, Enrico Montanari, Teodoro Celli, Guido Piamonte, Erasmo Valente, Giovanni Carli Ballola, Lorenzo Arruga, Enrico Cavallotti, Rubens Tedeschi, Giorgio Gualerzi, Arrigo Benvenuti, Domenico Guaccero, Piero Dallamano, Titta Brunetti, Vittoria Ottolenghi, Vincenzo De Vivo, Antonio Mazzoni, Angiola Maria Bonisconti, Fabrizio Carli, Marcello De Angelis, Gustavo Marchesi, Fiamma Nicolodi, Sara Patera, Daniele Spini, Cesare Orselli, Gilberto Costa, Alberto Paloscia, Herbert Handt, Salvatore Orlando, Alberto Testa, Giampaolo Dossena, Ivana Musiani, Elio Pagliarani, Renato Palazzi, Paolo Emilio Poesio, Nico Garrone, Aggeo Savioli, Renzo Tian, Roberto De Monticelli, Gianmarco Caselli, Renzo Cresti ed altri.